# Thomas Hooper
Thomas Hooper (nacido en Rosario, Argentina) fue un pionero del ferrocarril en Argentina y fundador y primer vicepresidente del Club Atlético Rosario Central. Vivió en Inglaterra una temporada, pero debido a que sentía ser argentino por sus familiares, decidió irse a Argentina.

## Llegada a Rosario

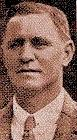
Hijo de Thomas, Henry Hooper formó parte del primer equipo que presentó Rosario Central en 1890.

Hooper emigró hacia esta ciudad argentina para trabajar en el nuevo Ferrocarril Central Argentino. Lo hizo junto a su esposa, también inglesa, con la idea de pasar dos años en esas tierras y luego retornar a su país. Nunca más dejó la ciudad.

## Fundador de Rosario Central
Fue uno de los trabajadores que impulsó la creación de un club que practicara como actividad deportiva el fútbol, deporte que lo apasionaba si bien nunca lo jugó formalmente. Aquel 24 de diciembre de 1889, en un café de la avenida Alberdi, se fundó el club rosarino, siendo electo como vicepresidente del club, comandado desde el sillón presidencial por su compatriota el británico escocés Colin Calder.

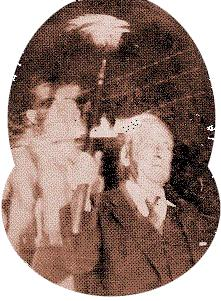
Hooper trasladando la antorcha en el festejo por el Cincuentenario de Rosario Central.

Era quien se encargaba de organizar y comunicar las prácticas a los obreros ferroviarios. Los días en que esto se daba recorría los talleres pregonando en un rudimentario español "hoy patabola, hoy patabola"; así se ganó su apodo, "Patabola", otorgado por los "muchachos de Thomas Hooper", tal como se denominaba a los incipientes futbolistas del club. Dos de sus hijos formaron parte de los equipos canallas: Henry se alistó en el primer encuentro disputado por el nuevo club en 1890, ante la tripulación de un buque de guerra británico, el "Beagle", mientras que Stanley integró el primer equipo en 1905.

## Participación en los festejos por el Cincuentenario del club
En 1939, a los 85 años, durante los festejos por el Cincuentenario de Rosario Central, recibió la antorcha que antes se había paseado por la ciudad, encendió la lámpara votiva y ante la multitud que había llenado el estadio dijo: "La llama que acabo de encender simboliza la vida eterna de Rosario Central. ¡Rosario Central for ever!"